# Champsevraine
Champsevraine és un municipi francès situat al departament de l'Alt Marne i a la regió del Gran Est. L'any 2007 tenia 868 habitants.

## Demografia

### Població
El 2007 la població de fet de Champsevraine era de 868 persones. Hi havia 379 famílies de les quals 122 eren unipersonals (51 homes vivint sols i 71 dones vivint soles), 122 parelles sense fills, 103 parelles amb fills i 32 famílies monoparentals amb fills.
La població ha evolucionat segons el següent gràfic:
Habitants censats

### Habitatges
El 2007 hi havia 497 habitatges, 390 eren l'habitatge principal de la família, 48 eren segones residències i 59 estaven desocupats. 470 eren cases i 27 eren apartaments. Dels 390 habitatges principals, 333 estaven ocupats pels seus propietaris, 44 estaven llogats i ocupats pels llogaters i 13 estaven cedits a títol gratuït; 1 tenia una cambra, 20 en tenien dues, 63 en tenien tres, 108 en tenien quatre i 199 en tenien cinc o més. 280 habitatges disposaven pel capbaix d'una plaça de pàrquing. A 177 habitatges hi havia un automòbil i a 138 n'hi havia dos o més.

### Piràmide de població
La piràmide de població per edats i sexe el 2009 era:
| Homes | Edats   | Dones |
| ----- | ------- | ----- |
| 0     | 95 o +  | 0     |
| 4     | 90 a 94 | 8     |
| 12    | 85 a 89 | 16    |
| 4     | 80 a 84 | 8     |
| 12    | 75 a 79 | 12    |
| 12    | 70 a 74 | 16    |
| 36    | 65 a 69 | 28    |
| 48    | 60 a 64 | 28    |
| 28    | 55 a 59 | 36    |
| 20    | 50 a 54 | 32    |
| 48    | 45 a 49 | 28    |
| 36    | 40 a 44 | 36    |
| 36    | 35 a 39 | 28    |
| 20    | 30 a 34 | 36    |
| 4     | 25 a 29 | 12    |
| 32    | 20 a 24 | 4     |
| 16    | 15 a 19 | 32    |
| 36    | 10 a 14 | 32    |
| 16    | 5 a 9   | 44    |
| 8     | 0 a 4   | 20    |

## Economia
El 2007 la població en edat de treballar era de 514 persones, 355 eren actives i 159 eren inactives. De les 355 persones actives 320 estaven ocupades (183 homes i 137 dones) i 35 estaven aturades (11 homes i 24 dones). De les 159 persones inactives 57 estaven jubilades, 42 estaven estudiant i 60 estaven classificades com a «altres inactius».

### Ingressos
El 2009 a Champsevraine hi havia 398 unitats fiscals que integraven 870 persones, la mediana anual d'ingressos fiscals per persona era de 15.992 €.

### Activitats econòmiques
Dels 30 establiments que hi havia el 2007, 2 eren d'empreses extractives, 1 d'una empresa alimentària, 5 d'empreses de fabricació d'altres productes industrials, 4 d'empreses de construcció, 8 d'empreses de comerç i reparació d'automòbils, 1 d'una empresa de transport, 5 d'empreses de serveis, 3 d'entitats de l'administració pública i 1 d'una empresa classificada com a «altres activitats de serveis».
Dels 6 establiments de servei als particulars que hi havia el 2009, 1 era una oficina bancària, 2 tallers de reparació d'automòbils i de material agrícola, 1 paleta, 1 guixaire pintor i 1 lampisteria.
Dels 4 establiments comercials que hi havia el 2009, 1 era una botiga de més de 120 m², 2 fleques i 1 una fleca.
L'any 2000 a Champsevraine hi havia 35 explotacions agrícoles que ocupaven un total de 1.044 hectàrees.

## Equipaments sanitaris i escolars
El 2009 hi havia 1 escola elemental i 1 escola elemental integrada dins d'un grup escolar amb les comunes properes formant una escola dispersa.

## Poblacions més properes
El següent diagrama mostra les poblacions més properes.